# ロメオ・スルドゥ
ロメオ・スルドゥ（ルーマニア語: Romeo Surdu、1984年1月12日 - ）は、ルーマニアの元サッカー選手、サッカー指導者。元ルーマニア代表。現役時代のポジションはFW。

## クラブ歴
2001年にFCブラショヴで選手となった。2005年にトレードでCFRクルジュに移籍。
2007年8月22日に4年契約でFCステアウア・ブカレストに加入。9月2日に移籍後初出場するも、このシーズンはあまり活躍できなかった。2008-09シーズンは古巣ブラショヴに期限付き移籍。2009年夏に復帰すると、UEFAヨーロッパリーグ 2009-10 予選でウーイペシュトFCから得点を奪ったのを始めとしてレギュラーとして定着した。
2011年6月5日に2年契約でFCラピド・ブカレストに移籍。2012年12月に双方合意で契約解除。
2013年1月に1年半契約でアポロン・リマソールに加入。
同年9月5日にブラショヴに復帰、1年契約での加入となった。
2014年7月にFCミルサミ・オルヘイに移籍。
2016年にASAトゥルグ・ムレシュに移籍。その後RWDM47を経て再びミルサミ・オルヘイに加入した。

## 代表歴
U-19代表、U-21代表での出場歴がある。
2009年8月にA代表初招集。12日のハンガリー代表戦で46分にイオネル・ダンチウレスクに代わって出場した。